# Elsa Woutersen-van Doesburgh
Elsa Louisa Hannelina Woutersen-van Doesburgh (Amsterdam, 7 december 1875 – Bloemendaal, 8 maart 1957) was een Nederlandse schilder, tekenaar en illustrator.

## Leven en werk
Woutersen-van Doesburgh, lid van de familie Van Doesburgh, was een dochter van de geneeskundige dr. Lambertus van Doesburgh (1837-1915) en van Elise Ernestine Werber. Ze trouwde in 1911 met Wouter Petrus Woutersen (1879-1949), apotheker in Haarlem.
Ze kreeg haar opleiding aan de Kunstnijverheidsschool Quellinus en volgde daarnaast een tekencursus aan de Industrieschool van de Maatschappij voor den Werkenden Stand in Amsterdam. Ze bezocht de Académie des Beaux-Arts (1890) in Brussel en vervolgens de Rijksakademie van beeldende kunsten (1893-1899). Ze mocht gebruikmaken van een van de loges van de Academie. Ze had korte tijd (1899-1900) een eigen atelier in Stuttgart en vestigde zich daarna weer in Amsterdam. Sinds haar huwelijk woonde en werkte ze in Haarlem.
Woutersen schilderde, aquarelleerde en tekende en deed ook aan textielkunst. Ze maakte stillevens, stadsgezichten, onder andere een aantal Haarlemse hofjes, en portretten van onder anderen Jo Schreve-IJzerman (1916), Marie van Regteren Altena en Johanna Naber. Samen met Agnieta Gijswijt schilderde ze in 1898 een doek waarbij Gijswijt het interieur voor haar rekening nam en Van Doesburgh de figuur van Van Gijswijt schilderde.  In 1910 kreeg ze een prijs toegekend uit het Willink van Collenfonds. Ze was lid van Arti et Amicitiae en het Haarlems Genootschap 'Kunst Zij Ons Doel'. Samen met Bernardina Midderigh-Bokhorst maakte zij illustraties voor "De Vrouw en haar Huis". Het meeste werk van haar bevindt zich in particuliere collecties. Het Teylers Museum in Haarlem bezit enkele werken van haar, evenals de RCE.